# Cointzio
Coíntzio es una localidad situada en el municipio de Morelia en el Estado de Michoacán. Coíntzio está a 1,909 metros de altitud.

## Población
Posee una población 782 habitantes.
| Año  | Habitantes Mujeres | Habitantes hombres | Total habitantes |
| ---- | ------------------ | ------------------ | ---------------- |
| 2020 | 424                | 358                | 782              |
| 2010 | 376                | 356                | 732              |
| 2005 | 418                | 380                | 798              |